# Heinrich Reimann
Heinrich Reimann (* 12. März 1850 in Rengersdorf, Landkreis Glatz, Provinz Schlesien; † 24. Mai 1906 in Charlottenburg) war ein deutscher Musikwissenschaftler, Organist und Komponist.

## Leben
Heinrich Reimann war der Sohn des Komponisten Ignaz Reimann (1820–1885), der ihm den ersten Musikunterricht gab. Er besuchte das Königliche Katholische Gymnasium in Glatz. Schon in dieser Zeit war er als Chor- und Orchesterleiter tätig. Von 1870 bis 1874 studierte er Altphilologie an der Universität Breslau und parallel Orgelspiel und Komposition beim Domorganisten Moritz Brosig. Nach seiner 1875 erfolgten Promotion wirkte er als Gymnasiallehrer in Strehlen (ab 1876), Wohlau (ab 1878), Berlin (ab 1879), Ratibor (ab 1880) und Glatz (ab 1884), bis er 1885 Gymnasialdirektor in Gleiwitz wurde. 1880 heiratete er Cécile Schallowetz und konvertierte zur evangelischen Kirche.

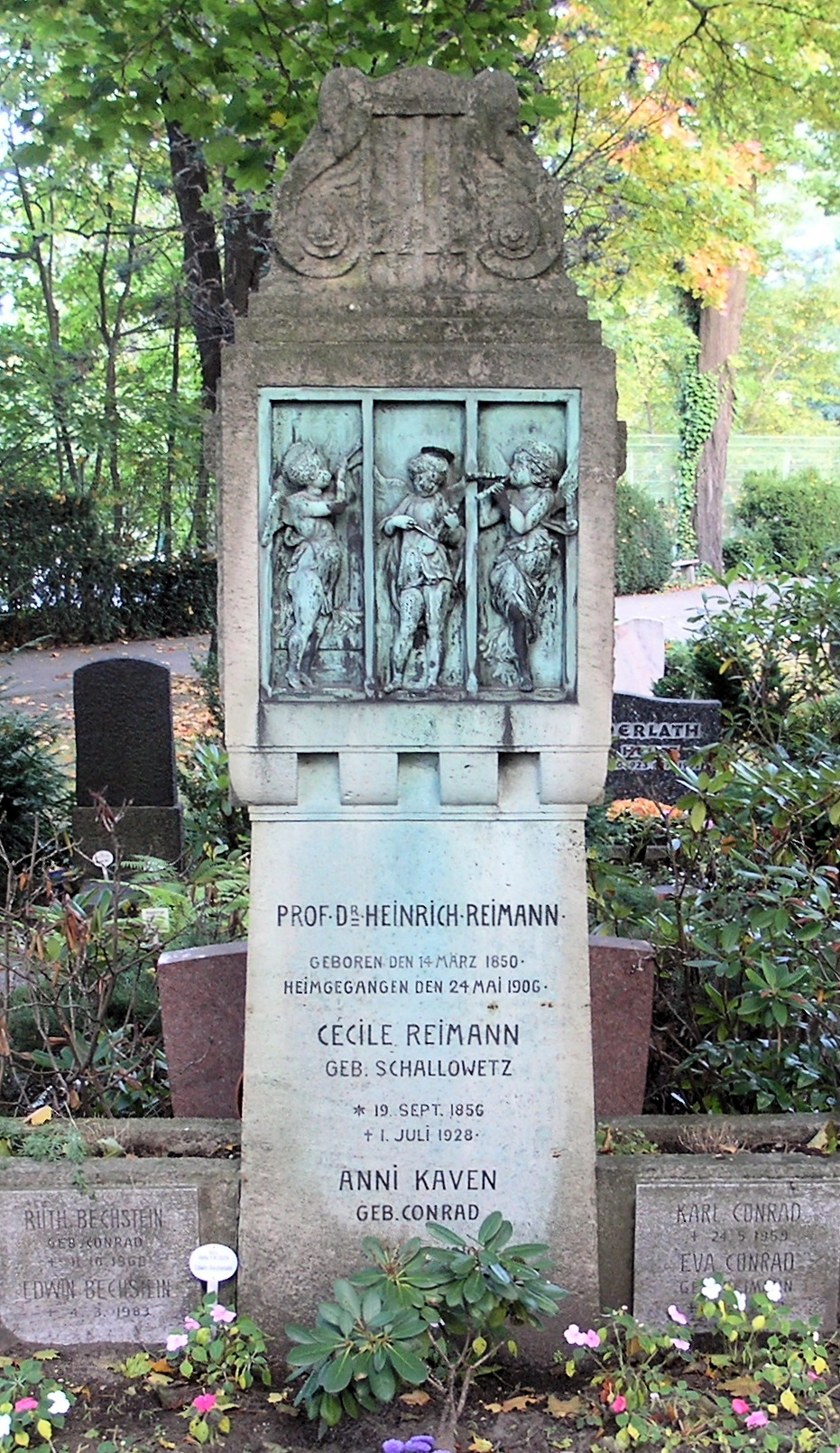
Das Grab von Heinrich Reimann in Berlin-Westend

Nach Konflikten mit seiner vorgesetzten Behörde kündigte er und übersiedelte nach Leipzig und 1887 nach Berlin. Dort übte er verschiedene Berufe aus, darunter Musikkritiker, Bibliothekar an der Königlichen Bibliothek, Organist der Berliner Philharmonie und Lehrer für Orgel und Theorie am Klindworth-Scharwenka-Konservatorium.
1890 bat ihn die Sängerin Amalie Joachim, die in Berlin historische Liederabende zur Entwicklung des deutschen Liedes gab, um Unterstützung, woraus sich eine fruchtbare Zusammenarbeit entwickelte. Die für Amalie Joachim arrangierten Lieder gab Reimann auch im Druck heraus.
1895 wurde er Organist an der Kaiser-Wilhelm-Gedächtniskirche, wo Albert Schweitzer 1899 sein Stellvertreter war. 1897 erhielt er den Titel eines Professors; 1898 begründete er einen Bach-Verein. Er war Lehrer Karl Straubes und als Publizist einer der ersten Mentoren Max Regers.
Heinrich Reimann starb 1906 im Alter von 56 Jahren in seiner Wohnung in der Knesebeckstraße 77 in Charlottenburg. Seine letzte Ruhestätte befindet sich auf dem Kaiser-Wilhelm-Gedächtnis-Friedhof in Berlin-Westend. Als Grabstein dient ein Pfeiler mit Sockelwand aus Muschelkalk, der im Reformstil der Zeit verfasst ist, aber auch Anklänge des Jugendstils zeigt. Ein dreiteiliges Bronzerelief mit musizierenden Putti zitiert eine Arbeit Donatellos für die Sängerkanzel in der Kathedrale von Florenz. Mehrere Komponenten der Grabanlage sind verloren gegangen, so auch die Einfassung des Grabfeldes mit Ketten.

## Schriften
- Robert Schumanns Leben und Werke. C. F. Peters, Leipzig 1887 (Digitalisat)
- Johannes Brahms (= Berühmte Musiker. Lebens- und Charakterkunde, nebst Einführung in die Werke der Meister, Band 1). Harmonie Verlagsgesellschaft für Literatur und Kunst, Berlin 1897.
- Johann Sebastian Bach (= Berühmte Musiker. Lebens- und Charakterkunde, nebst Einführung in die Werke der Meister, Band 18). Harmonie Verlagsgesellschaft für Literatur und Kunst, Berlin 1902; 2. Aufl., neu bearbeitet und erweitert von Bruno Schrader (Digitalisat)
- Musikalische Rückblicke. 2 Bände.
  - Band 1, Kritisches, Historisches. Berlin 1900.
  - Band 2, Modernes, Organistica (darunter Amalie Joachim. Ein Blatt der Erinnerung auf das Grab einer Unvergeßlichen). Berlin 1900.